# 賴家瑩
賴家瑩，非凡新聞台新聞主播。世新大學經濟學系畢業。新聞工作者，專長財經新聞領域。專職新聞主播、氣象主播、主持人、專題記者、國際特派記者。主持節目有《非凡大探索》、《新聞Talk Show》、《關鍵對話》、《台灣名人堂》。

## 經歷
- 非凡新聞台 文字記者
- 非凡新聞台 新聞主播、氣象主播
- 非凡新聞台 節目主持人
- 世新大學 講師
- 各大活動、頒獎典禮主持人

## 外部連結
- 賴家瑩 Vicky Lai的Facebook專頁